# Olympische Sommerspiele 1952/Teilnehmer (China)
| Gelbes Symbol für Goldmedaillen mit stilisierten Olympischen Ringen | Graues Symbol für Silbermedaillen mit stilisierten Olympischen Ringen | Braundes Symbol für Bronzemedaillen mit stilisierten Olympischen Ringen |
| ------------------------------------------------------------------- | --------------------------------------------------------------------- | ----------------------------------------------------------------------- |
| —                                                                   | —                                                                     | —                                                                       |

Die Volksrepublik China nahm an den Olympischen Sommerspielen 1952 in der finnischen Hauptstadt Helsinki mit einer größeren Delegation teil, die aus politischen Gründen aber erst deutlich nach Beginn der Spiele in Helsinki eintraf. So konnte nur ein Sportler an einem Wettbewerb teilnehmen.
Es war die erste Teilnahme der Volksrepublik China an Olympischen Sommerspielen.

## Teilnehmer nach Sportart

### Schwimmen
100 m Rücken
- Wu Chuanyu
Vorläufe: in Lauf 5 (Rang 5) mit 1:12,3 min nicht für die Halbfinalläufe qualifiziert